# Nauscopia

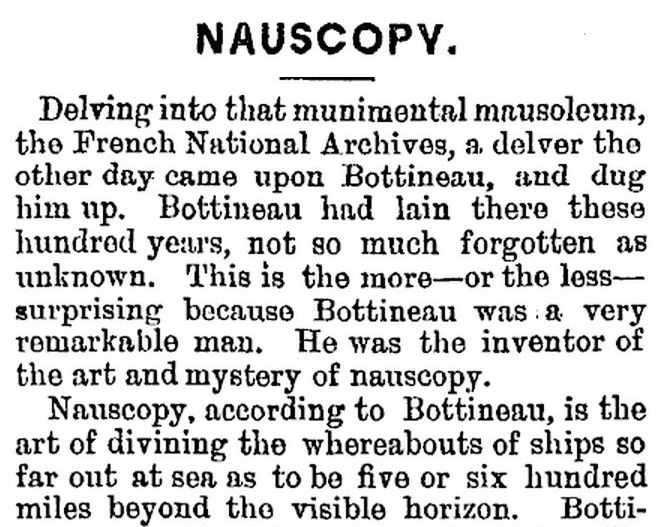
Portada de Star, Issue 5961, 28 de agosto de 1897

Nauscopia es una técnica que tiene la supuesta capacidad de detectar barcos lejanos, antes de entrar dentro del alcance visual, mediante el estudio de ciertos efectos atmosféricos. Se basaría en una técnica parecida a la empleada por los polinesios para detectar los cientos de islas de la Polinesia (de hecho llegaron a ellas), que usaban junto con otras técnicas (estrellas, vientos, nubes) los patrones de interferencia del aire y del mar causado por las islas y atolones, los vientos y el clima.

## Descripción
Esta técnica fue dada a conocer por Marcel Bottineau que era miembro menor del cuerpo de ingenieros navales franceses en la segunda mitad del siglo XVIII. Bottineau se ganó un lugar en la historia por su talento inusual: ser capaz de predecir la aparición de naves lejos de la costa simplemente estudiando la línea del horizonte.
Ésta es la descripción que daba del fenómeno:
"Todo barco produce "emanaciones" en el océano. Estas emanaciones afectan a la transparencia de la atmósfera y producen en el horizonte unos efectos atmosféricos que pueden ser vistos e interpretados por aquellos que tienen entreno y cualidades para hacerlo "
Bottineau fue capaz de ver los barcos a una distancia de entre 300 y 900 millas de la costa, sin que ningún telescopio de la época fuera capaz de verlos. Antes de ser reclutado por los capitanes de la Marina de guerra, este ingeniero se había hecho famoso entre los marineros porque pasaba horas mostrando a los navegantes de Isla Mauricio su supuesta habilidad para vaticinar la llegada de barcos. El gobierno le puso bajo prueba y logró vaticinar en una ocasión tres barcos franceses y en otra tres holandeses, 48 horas antes de su llegada, aunque siempre rehusó todas las ofertas que le hicieron para enseñar su sistema a otros.